# Giovanni Ricci (missionario)
Giovanni Ricci (1875 – 1941) è stato un missionario italiano in Cina, autore di vari scritti sul cristianesimo in Cina, nonché di un poema epico in esperanto, la Uranogedio.
Il suo nome di battesimo era Olinto. Assunse quello di Giovanni entrando nell'ordine francescano.
Ordinato sacerdote nel 1898, partì missionario in Cina nel 1909.
Operò nel nord e nel centro dello Shanxi.
Morì in Cina nel 1941, dopo essere tornato in Italia solo una volta dal 1915 al 1918.
Scrisse un poema epico originale in esperanto senza avere apparentemente contatti con il movimento esperantista mondiale. L'opera è tuttora inedita, salvo alcuni frammenti, e un intero canto pubblicato nel 1973 dalla rivista Literatura Foiro. Essa è costituita da un manoscritto di 410 pagine appartenuto al poeta esperantofono scozzese William Auld e conservato nell'omonimo fondo della Biblioteca Nazionale scozzese.